# David Griffiths (Sportschütze)
David James Griffiths (* 31. März 1874 in Maesteg, Bridgend, Wales; † 5. September 1931 in Johnstone, Renfrewshire, Schottland) war ein britischer Sportschütze. Griffiths nahm an zwei Schießwettbewerben im Rahmen der Olympischen Sommerspiele 1912 teil.